# Damaskus internationella flygplats
Damaskus internationella flygplats (arabiska: مَطَار دِمَشْق الدُّوَلِيّ, Matar Dimashq ad-duwaliyy) är en flygplats sydost om Syriens huvudstad Damaskus.